# Andrij Sibiga
Andrij Ivanovič Sibiga (ukrajinsko Андрій Іванович Сибіга, latinizirano: Andrij Ivanovyč Sybiga/Sibiha), ukrajinski politik, diplomat in pravnik, * 1. februar 1975, Zboriv.
Od leta 2021 je bil namestnik vodje urada predsednika Ukrajine, 5. septembra 2024 pa je postal minister za zunanje zadeve Ukrajine.

## Mladost
Andrij Sibiga se je rodil v Zborivu v Ternopilski oblasti. Leta 1997 je diplomiral na Univerzi v Lvovu, kot specialist za mednarodne odnose. Tekoče govori angleško in poljsko.

## Kariera
V letih 2008–2012 je bil svetovalec-odposlanec Veleposlaništva Ukrajine v Republiki Poljski. V letih 2012–2016 je bil direktor oddelka za konzularne službe ukrajinskega zunanjega ministrstva. 23. avgusta 2016 je bil imenovan za izrednega in pooblaščenega veleposlanika Ukrajine v Republiki Turčiji. 19. maja 2021 je bil z odlokom predsednika Volodimirja Zelenskega razrešen s položaja in bil nato 31. maja imenovan na položaj namestnika vodje urada predsednika Ukrajine.
Na začetku ruske invazije na Ukrajino leta 2022 je bila Sibiga med prvimi, ki je najavil uradno prošnjo Ukrajine za pridružitev Evropski uniji. Po odstopu zunanjega ministra Dmitra Kulebe septembra 2024 je Zelenski na to mesto imenoval Sibigo. V vrhovni radi je bil potrjen z 258 glasovi.